# Liste der Naturdenkmale in Bollendorf
Die Liste der Naturdenkmale in Bollendorf nennt die im Gemeindegebiet von Bollendorf ausgewiesenen Naturdenkmale (Stand 4. April 2024).

## Naturdenkmale
| Nr.         | Bezeichnung                               | Lage                                                         | Beschreibung                                               | Bild                                    |
| ----------- | ----------------------------------------- | ------------------------------------------------------------ | ---------------------------------------------------------- | --------------------------------------- |
| ND-7232-442 | Buche unterhalb des Parkdorfes Weilerbach | südöstlich des Ortes an der L 1; Flur Im Dawa Lage           | Fagus sylvatica, geschlitzt-bogenblättrig                  | Direkt Bild zu diesem Denkmal hochladen |
| ND-7232-444 | Eiche im Gründchen                        | nordöstlich des Ortes; Abteilung Im Diesburgergründchen Lage | Quercus sp.                                                | Direkt Bild zu diesem Denkmal hochladen |
| ND-7232-446 | Tanzkyllbuchen                            | südöstlich des Ortes; Abteilung Niederburg Lage              | Bestand von Fagus sylvatica; flächenhaftes Naturdenkmal    | Direkt Bild zu diesem Denkmal hochladen |
| ND-7232-447 | Heidenlay                                 | nordwestlich des Ortes; Abteilung Im und aufm Weitberg Lage  | langgestreckte Buntsandstein-Felsengruppe, ca. 450 m Länge | Direkt Bild zu diesem Denkmal hochladen |
| ND-7232-448 | Nikolauslay                               | westlich des Ortes; Abteilung Im und aufm Weitberg Lage      | großflächige Buntsandstein-Felsengruppe, ca. 0,8 ha        | Direkt Bild zu diesem Denkmal hochladen |
| ND-7232-449 | Lingelslay                                | westlich des Ortes; Abteilung Auf dem Weitberg Lage          | langgestreckte Buntsandstein-Felsengruppe, ca. 750 m Länge | Direkt Bild zu diesem Denkmal hochladen |
| ND-7232-450 | Eulenhorst                                | nordwestlich des Ortes; Abteilung Im und aufm Weitberg Lage  | langgestreckte Buntsandstein-Felsengruppe, ca. 500 m Länge | Direkt Bild zu diesem Denkmal hochladen |
| ND-7232-451 | Predigtstuhl                              | westlich des Ortes; Abteilung Auf dem Weitberg Lage          | langgestreckte Buntsandstein-Felsengruppe, ca. 400 m Länge | Direkt Bild zu diesem Denkmal hochladen |
| ND-7232-452 | Mummenlay                                 | westlich des Ortes; Abteilung Auf dem Weitberg Lage          | langgestreckte Buntsandstein-Felsengruppe, ca. 300 m Länge | Direkt Bild zu diesem Denkmal hochladen |
| ND-7232-550 | Eiche auf der Niederburg                  | südöstlich des Ortes; Abteilung Niederburg Lage              | Quercus sp.                                                | Direkt Bild zu diesem Denkmal hochladen |
| ND-7232-551 | Stieleiche beim Diesburgerhof             | nordöstlich des Ortes am Diesburgerhof Lage                  | Quercus robur                                              | Direkt Bild zu diesem Denkmal hochladen |

## Ehemalige Naturdenkmale
| Nr.         | Bezeichnung           | Lage               | Beschreibung                                       | Bild                                    |
| ----------- | --------------------- | ------------------ | -------------------------------------------------- | --------------------------------------- |
| ND-7232-445 | Linden im Burgbereich | Vor der Heide Lage | Tilia sp., drei Bäume; Rechtsverordnung aufgehoben | Direkt Bild zu diesem Denkmal hochladen |